# Lampetra zanandreai
La lampreda padana (Lampetra zanandreai (Vladykov, 1955)) è una specie di agnato, appartenente alla famiglia Petromyzontidae.

## Descrizione
Il corpo è cilindrico affusolato, lungo al massimo 17 cm. 
La pelle ha una colorazione bluastra, brunastra - scura, verde - grigiastra dorsalmente, con sfumature giallastre sui fianchi; biancastra ventralmente.
La cavità orale ha pochi denti labiali ottusi disposti in gruppi: 5 denti sulla piastra nella parte inferiore dell'apertura boccale, 2 denti sulla piastra laterale mediana. 
La pinna caudale è saldata con la seconda dorsale, più estesa ventralmente che dorsalmente.

## Distribuzione e habitat
L'area di distribuzione di Lampetra zanandreai è limitata ai bacini fluviali del nord Adriatico. La specie è presente in Svizzera meridionale, Italia settentrionale, nei bacini adriatici di Slovenia e Croazia (fiumi Narenta e Matica). In Italia è diffusa prevalentemente nella Pianura Padana (nel bacino idrografico del Po) e nel Friuli-Venezia Giulia; due sottopopolazioni sono state rinvenute in Italia Centrale, nei bacini dei fiumi Esino e Potenza. 

Le larve, detritivore e filtratrici, colonizzano i substrati sabbiosi e fangosi. 
Gli adulti vivono nei tratti più a monte con substrato ghiaioso.

## Biologia
La lampreda padana, a differenza delle altre lamprede, non è un parassita degli altri pesci e trascorre tutta la sua vita in acque dolci, non migrando mai verso il mare. 

Svolge, pertanto, l'intero ciclo biologico nelle acque dolci, tipicamente nei tratti medio-alti dei corsi d'acqua e delle risorgive.
La riproduzione avviene da gennaio alla tarda primavera ed è preceduta da piccole migrazioni degli adulti verso corsi d'acqua con corrente vivace e fondale ghiaioso. 

La femmina depone le uova (fino a 1500-2000) in una cavità nel fango che si schiudono dopo circa tre settimane. 

Le larve alla nascita e nei primi anni di vita sono cieche e prive di denti.  Dopo 4-5 anni vanno incontro a metamorfosi nella forma adulta: compaiono gli occhi e la dentatura e nello stesso tempo degenera l'apparato intestinale.  Da questo momento non si nutrono più, dedicando tutto il resto della loro breve vita da adulto alla riproduzione.

## Conservazione
La convenzione di Berna (Appendice II) annovera Lampetra zanandreai tra la fauna protetta.

## Tassonomia
La specie, inserita per un certo periodo all'interno del genere Lethenteron a causa della morfologia dei denti boccali, è stata in seguito riconosciuta da studi molecolari come appartenente al genere Lampetra, nel quale appare strettamente imparentata con Lampetra soljani e Lampetra planeri.